# Nowy Dwór (rejon małorycki)
Nowy Dwór, także Dwór Nowy (biał. Новы Двор, Nowy Dwor; ros. Новый Двор, Nowyj Dwor) – wieś na Białorusi, w obwodzie brzeskim, w rejonie małoryckim, w sielsowiecie Czerniany.

## Historia
W dwudziestoleciu międzywojennym kolonia leżąca w Polsce, w województwie poleskim, do 12 kwietnia 1928 w powiecie brzeskim, w gminie Wielkoryta, następnie w powiecie kobryńskim, w gminie Nowosiółki. W 1921 liczyła 105 mieszkańców. Wszyscy oni byli Białorusinami wyznania prawosławnego.
Po II wojnie światowej w granicach Związku Sowieckiego. Od 1991 w niepodległej Białorusi.